# Homem de Clonycavan

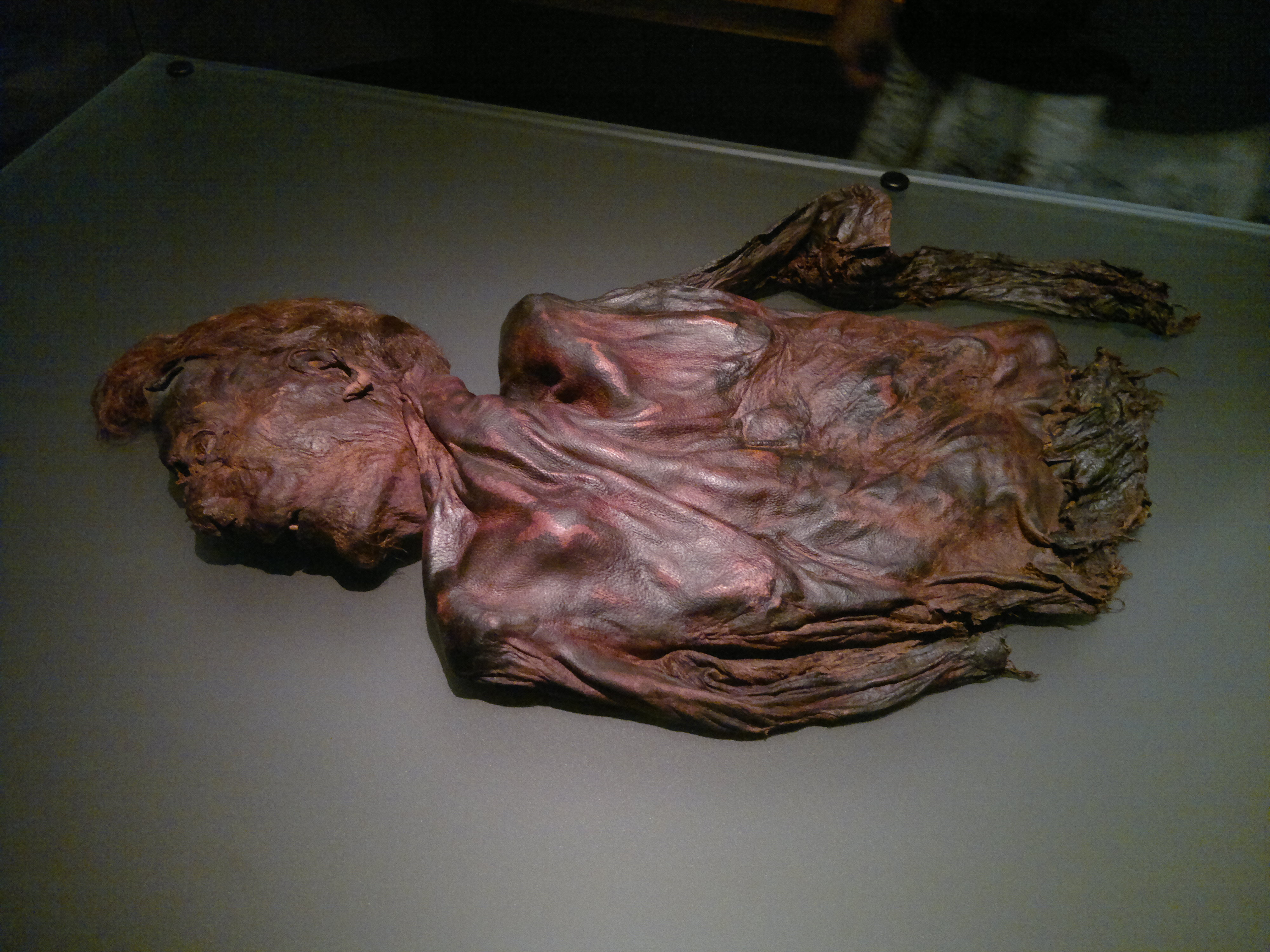
Homem de Clonycavan

Homem de Clonycavan é o nome dado a uma bem preservada múmia do pântano da Idade do Ferro encontrada em Clonycavan, Ballivor, County Meath, Irlanda em março de 2003. O corpo mostra sinais de ter sido assassinado. As teorias sobre os significados e a maneira de sua morte variam.

## Condição e características
Apenas a cabeça e o torso do Homem Clonycavan foram preservados. Ele foi encontrado em uma máquina de colheita de turfa moderna, que foi possivelmente responsável pelo corte de sua parte inferior do corpo.
O estudo científico do cabelo do Homem de Clonycavan esclareceu sua dieta antes de sua morte. Sua dieta era rica em vegetais e proteínas, o que indica que ele pode ter morrido durante os meses mais quentes do verão. O Homem de Clonycavan também era bastante jovem na época de sua morte; acredita-se que ele tinha pouco mais de vinte anos.
A característica mais marcante do homem era o penteado, que era levantado sobre a cabeça com a ajuda de um "gel de cabelo" de óleo vegetal e resina de pinheiro, importado do sudoeste da França ou norte da Espanha.  Restos de um laço de cabelo também foram encontrados no cadáver. Isso pode atestar o comércio entre a Irlanda e o sul da Europa nos séculos IV e III a.C., antes que a influência romana atingisse os celtas da Península Ibérica. Isso também poderia sugerir que ele era rico, já que poucos poderiam comprar cosméticos importados. O penteado era possivelmente uma maneira de fazer o homem parecer mais alto, já que o exame de seus restos mortais sugere que ele tinha apenas um 1,57 de altura.
Ele tinha um nariz achatado e dentes tortos. Poros são visíveis no nariz e ele tinha uma barba rala.

## Morte
Acredita-se que o Homem de Clonycavan tenha sido assassinado, com base na análise das evidências encontradas em seu corpo pelo Gabinete Técnico de Garda (Divisão Forense da Polícia da Irlanda). Seu crânio parece ter sido aberto por um instrumento pontiagudo. Há um ferimento profundo no topo de sua cabeça e partes de seu cérebro foram encontradas neste ferimento. Há também uma grande laceração na ponte do nariz, passando por baixo do olho direito. Acredita-se que este seja o golpe que o matou. Ambos os ferimentos parecem ter sido causados pelo mesmo instrumento pontiagudo, provavelmente um machado. Ele também foi estripado.
As razões de sua morte são desconhecidas, mas alguns teorizam que ele foi um sacrifício ritual de algum tipo. Seus mamilos e outras partes do corpo que consistem em tecido frágil estavam faltando, o que poderia ser de decomposição natural, ou possivelmente mutilação; isso também levou a pelo menos uma nova teoria em torno dos significados dos mamilos. Uma colina que poderia ter sido usada para cerimônias de realeza ficava perto do pântano onde o Homem de Clonycavan foi encontrado, levando a mais especulações sobre o corpo.
A datação por radiocarbono situou sua morte entre 392 a.C. e 201 a.C., durante a Idade do Ferro na Europa ocidental, fazendo com que seus restos mortais tenham cerca de 2.300 anos.

## Exibição
O Homem de Clonycavan fez parte de uma exposição no National Museum of Ireland em Dublin - e foi destaque na exposição "Kingship and Sacrifice", 2006-2007.